# Samir Sellimi
Samir Sellimi (arabisch سمير السليمي, DMG Samīr as-Salīmī; * 15. Juni 1970 in Le Kram, Tunis) ist ein ehemaliger tunesischer Fußballspieler.

## Nationalmannschaft
Samir Sellimi wurde erstmals 1989 für die Nationalmannschaft nominiert und spielte sein erstes Spiel gegen Algerien. Fünf Jahre nach seinem ersten Länderspiel, war er Teil des Kaders für den Afrika-Cup 1994 im eigenen Land. Sein letztes Spiel für die Auswahl seines Landes spielte er im Jahr 1995 gegen Burkina Faso, wo er beim 3:0-Sieg über die ganzen neunzig Minuten auf dem Platz stand.

## Erfolge
- Tunesischer Meister: 1990, 1992, 1996
- Tunesischer Pokal: 1992
- CAF Champions League: 1991
- Arabischer Pokal der Pokalsieger: 1995
- Afroasiatischer Pokal: 1992
- Finalist im afrikanischen Pokal der Pokalsieger: 1990

## Persönliches
Samir Sellimi ist der ältere Bruder von Adel Sellimi, welcher jahrelang zusammen mit ihm für Club Africain und die Nationalmannschaft spielte.